# Coniogramme intermedia
Coniogramme intermedia là một loài dương xỉ trong họ Pteridaceae. Loài này được Hieron. mô tả khoa học đầu tiên năm 1916.